# Auxerre

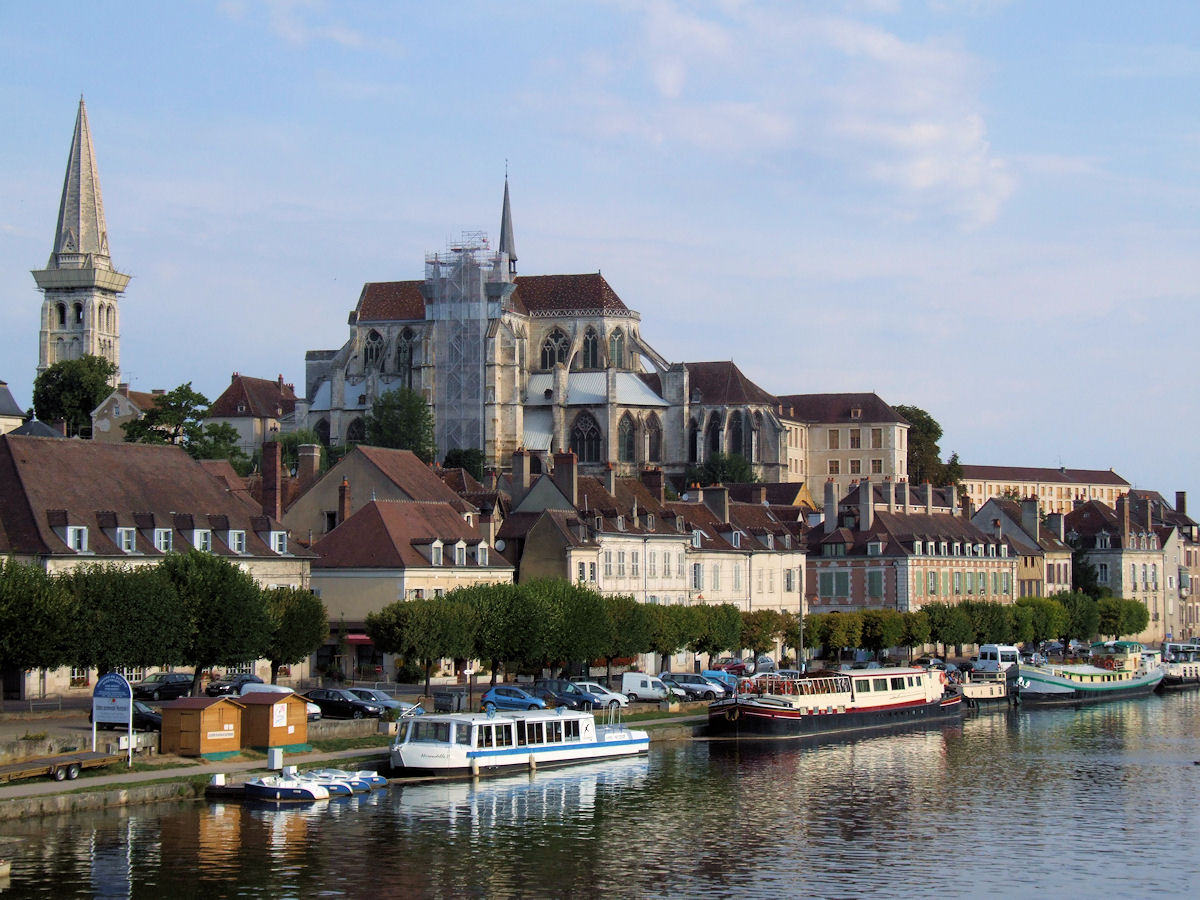
Vy över Auxerre, Frankrike

Auxerre (uttal: [oˈsɛʀ]) är huvudort i departementet Yonne i regionen Bourgogne-Franche-Comté i Frankrike. Auxerre ligger mellan Paris och Dijon.
I Auxerre finns bland annat benediktinklostret Saint-Germain med Frankrikes äldsta bevarade fresker, från karolingisk tid.
Auxerre är också känt för sin fotbollsklubb AJ Auxerre som spelar i Ligue 1.
Några lokala viner: Chablis, Saint Bris och Irancy.

## Befolkningsutveckling
Antalet invånare i kommunen Auxerre
| Referens: INSEE |

## Uttal
Namnet på staden uttalas ungefär å:särr. x:et står för dubbel-s, ss, och kommer från den franska som talades under renässansen, jämför med den franska stavningen av Bryssel, Bruxelles.

## Personer med anknytning till Auxerre
- Nicolas-Edme Retif
- Louis Jean Desprez
- Jean-Baptiste Joseph Fourier

## Auxerres vänorter
Auxerre har följande vänorter:
- Greve in Chianti, Italien
- Płock, Polen
- Redditch, Storbritannien, sedan 1956
- Worms, Tyskland, sedan 1968
- Roscoff, Frankrike
- Saint-Amarin, Frankrike